# 411 (numero)
Quattrocentoundici (411) è il numero naturale dopo il 410 e prima del 412.

## Proprietà matematiche
- È un numero dispari.
- È un numero composto con 4 divisori: 1, 3, 137, 411. Poiché la somma dei suoi divisori (escluso il numero stesso) è 141 < 411, è un numero difettivo.
- È un numero semiprimo.
- È un numero intero privo di quadrati.
- È un numero colombiano nel sistema numerico decimale.
- È parte delle terne pitagoriche (264, 315, 411), (411, 548, 685), (411, 9380, 9389), (411, 28152, 28155), (411, 84460, 84461).

## Astronomia
- 411P/Christensen è una cometa periodica del sistema solare.
- 411 Xanthe è un asteroide della fascia principale del sistema solare.
- NGC 411 è un ammasso aperto della costellazione del Tucano. (appartenente alla Piccola Nube di Magellano).

## Astronautica
- Cosmos 411 è un satellite artificiale russo.